# Liste de familles d'artistes italiens
Cette page famille d'artistes italiens recense les lignées familiales d'artistes italiens ayant marqué de leur patronyme l'histoire de l'art suivant les époques.

## Renaissance italienne
Les familles issues de la Renaissance italienne sont composées d'artistes qui ont fait école chez leurs contemporains et aussi dans les membres de leur propre famille initiés à leur pratique artistique la plupart du temps à travers leurs propres ateliers. 
Elles comprennent des peintres, des sculpteurs, des architectes, soit les acteurs de toutes les disciplines artistiques qui nécessitent apprentissage, transmission et entraide dans l'atelier pour répondre aux commandes souvent nombreuses.
Certains feront école, d'autres perpétueront leur activité artisanale par leur maîtrise de leurs pratiques.

## XIIIesiècle
- les Berlinghieri, peintres lucquois gothiques

## XIVe–XVIIIesiècles
- les Alberti, originaire de Sansepolcro
- les Allegrini, peintres baroques
- les Allori, peintres florentins
- les Anguissola, peintres de Crémone, dont plusieurs femmes peintres
- les Aspertini, peintres de Bologne

- les Baschenis, originaires de Bergame et dont la lignée des peintres couvre 200 ans.
- les Bassano, peintres de l'école vénitienne
- les Bellini, peintres vénitiens.
- les Bembo, peintres de Crémone
- les Bibiena, architectes de théâtre
- les Bicci, peintres florentins
- les Boschi, peintres baroques
- les Brea, peintres de la Riviera italienne
- les Brusasorci, peintres véronais

- les Cambiasi, peintres baroques génois
- les Campi, peintres de Crémone
- les Carlone, peintres baroques génois
- les Carracci, peintres de Bologne
- les Castello, peintres baroques génois
- les Castiglione, peintres génois
- les Cignani, peintres baroques
- les Costa, peintres de Mantoue

- Les Da Sangallo, peintres et architectes florentins
- Les Dai Libri, peintres et enlumineurs de manuscrits.
- les Dandini, peintres baroques
- les De Ferrari, peintres génois
- les Dell'Abbate, peintres de Modène
- les Della Robbia, sculpteurs céramistes toscans
- les Di Cione, tous frères, peintre, sculpteur ou architecte florentins

- les Francia, peintres bolonais

- Les Gagini, sculpteurs à Gênes
- les Galli da Bibiena, architectes et scénographes des théâtres européens
- les Gandolfi, peintres bolonais baroques
- les Gennari, peintres attachés à la ville de Cento en Émilie-Romagne
- les Ghezzi, artistes des Marches
- les Ghirlandaio, peintres florentins
- les Gigante, peintres napolitains
- les Guardi, peintres italiens en Autriche

- les Licinio, peintres vénitiens
- les Longhi, architectes vénitiens

- les Maderno, sculpteur ou architecte romains
- les Mantegazza, sculpteurs de Pavie
- les Mazzuoli, sculpteurs baroques siennois
- les Menzocchi, peintres forlivois

- les Nasini, peintres baroques de l'école florentine décadente

- les Paglia
- les Penni, peintres et graveurs florentins
- les Piazza, peintres lombards de Lodi
- les Piola, peintres de Gênes
- Les Pisano, sculpteurs et architectes de Pise
- Les Pollaiuolo, peintres toscans
- les Procaccini, peintres lombards d'origine bolonaise

- les Recco, peintres napolitains
- les Rossellino, sculpteurs et tailleurs de pierre florentins

- les Santini, architectes italiens installés à Prague
- Les Sansovino, peintres, écrivains
- les Serpotta, sculpteurs siciliens
- les Solari, sculpteurs et architectes de Milan
- les Stanchi, peintres romains

- les Tesauro, peintres napolitains du Trecento au Cinquecento
- Les Tiepolo, peintres vénitiens
- les Torelli, peintres baroques et musicien

- les Varotari, peintres padouans
- les Vassalletto, marqueteurs de marbre à Rome
- les Veracini, musiciens baroques
- les Vivarini, peintres vénitiens

- les Zaccheos, peintres italiens installés dans la Loire
- les Zavattari, peintres lombards
- les Zuccari, peintres et architecte

## Époque moderne
- les Almirante (Nunzio, Pasquale, Mario, Giacomo, Ernesto, Luigi, Italia), acteurs italiens depuis le XIXe siècle et dans le monde du cinéma avec Giorgio Almirante.
- Alonzo et Giuseppe Antonio Avondo, peintres rénovateurs de fresques d'église piémontais
- les Bianco, artistes lyriques
- les Biseo, peintres
- les Bugatti, designers, sculpteur et industriels de la Lombardie
- Les Cascella, peintres et sculpteurs italiens
- les De Chirico, peintres gréco-italiens
- les Fossati, architectes
- les Fratellini, artistes du cirque
- les Grisi, artistes lyriques
- les Locatelli, peintres de Bergame
- Les Marzulli, peintres italiens
- les Romanelli, sculpteurs florentins